# اصلی‌کندی
اصلی‌کندی یکی از روستاهای استان آذربایجان شرقی است که در دهستان یکانات بخش یامچی شهرستان مرند واقع شده‌است. 
گفته میشود که روستاهای بخش یکانات همه از روستای اصلی کندی کوچ کرده اند
و در آن منطقه ریش سفید بزرگی حضور داشت بنام حاج میرزا خان؛ میشه گفت حاج میرزا خان در منطقه اسم رسم و احترام خاصی داشت
از جمله ۷۲فقره قتل در یک دعوا را آشتی داد.
گفته میشود که حاج میرزا خان در زمانی که سردار ماکو حمله کرد برای باج گیری (زمین؛سکه؛گوسفند)که برای جلوگیری از ظلم ستم او حاج میرزا خان با او درگیر شد
حاج میرزا خان بنا ب دلایلی صده ۲۰۰ از اصلی کندی کوچ به قریه حاج میرزا خان یا همان روستای شامقلی کرد.